# نشل (تشلاو)
نشل (بالفارسية: نشل) هي قرية تقع في إيران في مازندران. يقدر عدد سكانها بـ 278 نسمة بحسب إحصاء 2016.